# Kia Östling
Christina Maria Birgitta Östling Oscarsson, känd som Kia Östling, född 20 juli 1943 i Töreboda församling i dåvarande Skaraborgs län, död 31 december 2010 i Ardala församling i Västra Götalands län, var en svensk artist och skådespelare.

## Biografi
Kia Östling var dotter till keramikern Sven Östling och danspedagogen Irma, ogift Jansson. Hon gick läroverket i Skövde och medverkade tidigt i såväl radio som TV. Sin TV-debut hade hon som 14-åring med egna visor i Karin Falcks (då Sohlman) Titta får ni se 1957. Samma vinter debuterade hon som balettdansös i Skövdes lokalrevy Färg över stan. Hon hade också egen dansgrupp som bland annat medverkade i Hagge Geigerts revy i Uddevalla. I unga år hade hon ett Ferlin-program i TV och medverkade i ett Nils Holgersson-program.
Hon antogs 1961 till Göteborgs stadsteaters elevskola och framträdde i uppsättningar av Medea, Tokiga grevinnan och Dummerjöns. Hon medverkade 1963 i Kabaré om kvällen på Valand i Göteborg.
Tillsammans med sångaren Arturo Estaña turnerade hon som underhållare i Spanien och Nordafrika i mitten av 1960-talet. Showparet framträdde också i Göteborg. Hon spåddes framgångar då hon 1966 återvände till den dramatiska scenen när hon av Claes Sylwander engagerades till Folkteatern i Göteborg. Hon medverkade i föreställningen Karamellapparaten 1966 och i revycollaget Se kvinnor på Intiman 1968.
På TV kunde hon också ses i Dörren och jag 1966 och TV-teaterproduktionen Blå hotellet 1973. Dessutom var hon scripta och regiassistent vid inspelningen av filmen Sverige åt svenskarna 1980.
Östling var under 1960-talet sambo under ett par år med Arturo Estaña från Spanien och fick en dotter 1965. År 1973 blev hon sambo med Per Oscarsson, som hon hade träffat vid inspelningen av Blå hotellet. De fick dottern Pernilla Oscarsson 1975 och gifte sig 1989. Makarna omkom då bostadshuset på deras gård utanför Skara totalförstördes i en brand i mellandagarna 2010. De är begravda på Bjärklunda kyrkogård utanför Skara.